# Ellikon am Rhein
Ellikon am Rhein är en ort i kommunen Marthalen i kantonen Zürich i Schweiz. Den ligger vid floden Rhen, cirka 10,5 kilometer sydväst om Schaffhausen. Orten har 81 invånare (2021).